# Rio da Prata (vattendrag i Brasilien, Minas Gerais, lat -18,81, long -49,86)
Rio da Prata är ett vattendrag i Brasilien.   Det ligger i delstaten Minas Gerais, i den sydöstra delen av landet, 400 km sydväst om huvudstaden Brasília.
Omgivningarna runt Rio da Prata är en mosaik av jordbruksmark och naturlig växtlighet. Runt Rio da Prata är det glesbefolkat, med 18 invånare per kvadratkilometer.